# 小佐手村
小佐手村（おさでむら）は山梨県東山梨郡にあった村。現在の甲州市勝沼町小佐手にあたる。

## 地理
- 河川：田草川

## 歴史
- 1889年（明治22年）7月1日 - 町村制の施行により、近世以来の小佐手村が単独で自治体を形成。
- 1941年（昭和16年）1月1日 - 山村・休息村・綿塚村と合併して東雲村が発足。同日小佐手村廃止。